# Johnny Hates Jazz
Johnny Hates Jazz — британский музыкальный коллектив, образованный в 1986 году в Лондоне.

## История
Группа была образована в 1986 году вокалистом Кларком Дачлером, бас-гитаристом Майком Нокито и Кэлвином Хейзом (клавишные). Майк Нокито и Кэлвин Хейз познакомились во время работы в студии над одним инструментальным треком и решили, что им нужен вокалист. Они нашли Кларка Дачлера, который согласился стать их солистом.
Как и Spandau Ballet, группа начинала свою карьеру в США. Коллектив назвали «Johnny Hates Jazz» в честь того, что зять Дачлера, фермер Джонни, ненавидел джаз. Сами члены группы объяснили, что ни у кого из них не было ненависти к джазу, даже в самой музыке коллектива наблюдались джазовые аккорды, поэтому название не имеет какого-либо особого значения. Участникам понравилось такое странное название, и они решили оставить его себе.
Первоначально участники Johnny Hates Jazz считали себя не группой, а всего лишь небольшим проектом. Вскоре они записали свой первый сингл «Me and My Foolish Heart», который не был успешен в коммерческом плане и не был оценён критиками. Из-за провала сингла коллектив не смог продлить контракт с лейблом RAK Records, поэтому им пришлось искать другой лейбл, и они остановились на Virgin Records.
Настоящий успех к ним пришёл с выходом сингла «Shattered Dreams», который стал хитом. В США он добрался до второго места, а в Великобритании остановился на пятой позиции; кроме того, он попал в хит-парады Австрии, Швейцарии, Нидерландов и других европейских стран. На трек был снят клип, который разделён на 2 версии — британскую и американскую. Дебютный альбом, Turn Back the Clock, выпущенный в 1988 году, также был успешным и возглавил чарты Швеции и Норвегии. В том же году Johnny Hates Jazz были номинированы на престижную премию BRIT Awards в категории «Лучший новый исполнитель».
В Великобритании в 1989 году альбом удостоился двукратного платинового статуса. Другие синглы из альбома — «I Don't Want to Be a Hero» и «Turn Back the Clock» также стали хитами. В записи трека «Turn Back the Clock» приняла участие сама Ким Уайлд, исполнившая бэк-вокал в композиции. «Heart of Gold» был менее успешен, чем предыдущие композиции, однако он вошёл в чарты Новой Зеландии, Нидерландов и Бельгии. «Don’t Say It’s Love» также был коммерчески успешным синглом, достигнув 48 места в Великобритании, хотя в другие хит-парады не попал.
В 1988 году Кларк Дачлер поссорился с участниками Johnny Hates Jazz и покинул коллектив, начав сольную карьеру. Участники позвали на запись альбома Tall Stories Фила Торнелли, Торнелли согласился и стал новым вокалистом группы. Альбом и синглы «Let Me Change Your Mind Tonight», «The Last to Know» не были коммерчески успешны, поэтому в 1992 году Johnny Hates Jazz распались.
В 2009 году группа вновь начала гастролировать. Спустя несколько лет, 29 апреля 2013 года, Johnny Hates Jazz выпустила новый сингл «Magnetized», а уже 6 мая того же года, согласно сообщениям в прессе, лейблом Interaction Music был издан новый альбом, названный Magnetized.

## Состав
Текущий состав
- Майк Нокито — бас-гитара (1986 — 1992, 2009 — настоящее время)
- Кларк Дачлер — вокал, клавишные, гитара (1986 — 1988, 2009 — настоящее время)

Бывшие участники
- Кэлвин Хейз — клавишные, ударные (1986 — 1992, 2009 — 2010)
- Фил Торнелли — вокал (1988 — 1992)

## Дискография

### Студийные альбомы
| 1988                                                                                      | Turn Back the Clock - Лейбл: Virgin Records | 1 | 20 | 5 | 3 | 3 | 1 | 56 | 1 | 4 | - ГК: Золотой |
| 1991                                                                                      | Tall Stories - Лейбл: Virgin Records        | — | —  | — | — | — | — | —  | — | — |               |
| 2013                                                                                      | Magnetized - Лейбл: Interaction Music       | — | —  | — | — | — | — | —  | — | — |               |
| прочерк означает, что релиз не вошёл в чарт или не был выпущен на определённой территории |                                             |   |    |   |   |   |   |    |   |   |               |

- 2020 — Wide Awake

### Сборники
| Год                                                                                       | Информация                                                 | Высшее место в хит-параде | Высшее место в хит-параде | Высшее место в хит-параде | Высшее место в хит-параде | Высшее место в хит-параде | Высшее место в хит-параде | Высшее место в хит-параде | Сертификации |
| Год                                                                                       | Информация                                                 | ВЕЛ                       | АВС                       | НИД                       | НОЗ                       | НОР                       | ШВЕ                       | ШВА                       | Сертификации |
| ----------------------------------------------------------------------------------------- | ---------------------------------------------------------- | ------------------------- | ------------------------- | ------------------------- | ------------------------- | ------------------------- | ------------------------- | ------------------------- | ------------ |
| 1993                                                                                      | The Very Best of Johnny Hates Jazz - Лейбл: Virgin Records | —                         | —                         | —                         | —                         | —                         | —                         | —                         |              |
| 2000                                                                                      | Johnny Hates Jazz - Лейбл: Disky                           | —                         | —                         | —                         | —                         | —                         | —                         | —                         |              |
| прочерк означает, что релиз не вошёл в чарт или не был выпущен на определённой территории |                                                            |                           |                           |                           |                           |                           |                           |                           |              |

### Синглы
| Год                                                                                       | Сингл                             | Высшее место в хит-параде | Высшее место в хит-параде | Высшее место в хит-параде | Высшее место в хит-параде | Высшее место в хит-параде | Высшее место в хит-параде | Высшее место в хит-параде | Высшее место в хит-параде | Высшее место в хит-параде | Высшее место в хит-параде | Высшее место в хит-параде | Альбом              |
| Год                                                                                       | Сингл                             | ВЕЛ                       | АВС                       | БЕЛ                       | ГЕР                       | НИД                       | НОЗ                       | НОР                       | США                       | ФР                        | ШВЕ                       | ШВА                       | Альбом              |
| ----------------------------------------------------------------------------------------- | --------------------------------- | ------------------------- | ------------------------- | ------------------------- | ------------------------- | ------------------------- | ------------------------- | ------------------------- | ------------------------- | ------------------------- | ------------------------- | ------------------------- | ------------------- |
| 1986                                                                                      | «Me and My Foolish Heart»         | —                         | —                         | —                         | —                         | —                         | —                         | —                         | —                         | —                         | —                         | —                         | Turn Back the Clock |
| 1987                                                                                      | «Shattered Dreams»                | 5                         | 25                        | 36                        | 7                         | 26                        | —                         | 6                         | 2                         | —                         | 7                         | 5                         | Turn Back the Clock |
| 1987                                                                                      | «I Don't Want to Be a Hero        | 8                         | 22                        | 16                        | 17                        | 25                        | —                         | —                         | 31                        | 32                        | 10                        | 12                        | Turn Back the Clock |
| 1987                                                                                      | «Turn Back the Clock»             | 12                        | —                         | 9                         | 19                        | 6                         | 3                         | —                         | —                         | —                         | 20                        | —                         | Turn Back the Clock |
| 1988                                                                                      | «Heart of Gold»                   | 19                        | —                         | 30                        | 55                        | 27                        | 18                        | —                         | —                         | —                         | —                         | —                         | Turn Back the Clock |
| 1988                                                                                      | «Don't Say It's Love»             | 48                        | —                         | —                         | —                         | —                         | —                         | —                         | —                         | —                         | —                         | —                         | Turn Back the Clock |
| 1989                                                                                      | «Turn the Tide»                   | —                         | —                         | —                         | —                         | —                         | —                         | —                         | —                         | —                         | —                         | —                         |                     |
| 1991                                                                                      | «The Last to Know»                | —                         | —                         | —                         | 57                        | —                         | —                         | —                         | —                         | —                         | —                         | —                         | Tall Stories        |
| 1991                                                                                      | «Let Me Change Your Mind Tonight» | —                         | —                         | —                         | —                         | —                         | —                         | —                         | —                         | —                         | —                         | —                         | Tall Stories        |
| 2013                                                                                      | «Magnetized»                      | —                         | —                         | —                         | —                         | —                         | —                         | —                         | —                         | —                         | —                         | —                         | Magnetized          |
| 2014                                                                                      | «Lighthouse»                      | —                         | —                         | —                         | —                         | —                         | —                         | —                         | —                         | —                         | —                         | —                         | Magnetized          |
| прочерк означает, что релиз не вошёл в чарт или не был выпущен на определённой территории |                                   |                           |                           |                           |                           |                           |                           |                           |                           |                           |                           |                           |                     |